# 私の侯爵様
『私の侯爵様』（わたしのこうしゃくさま、独: Mein Herr Marquis）は、ヨハン・シュトラウス2世作のオペレッタ『こうもり』の第2幕で、ソプラノにより歌われる、合唱を伴ったアリアである。この作品は多くのソプラノ歌手のアルバムで歌われ、頻繁にリサイタルで演奏される。題名は『侯爵様、あなたのようなお方は』、あるいは『アデーレの笑いのアリア』などとも呼ばれる。
ロザリンデの小間使いであるアデーレは、女主人の許可なしにガウンの1つを借り、パーティーに参加して、女主人の夫の侯爵に見つけられる。アデーレは、自分自身のような魅惑的な女性が小間使いであるはずがない、と侯爵を笑って言いくるめる。